# Libertà dei media in Russia
(Aleksej Naval'nyj, leader dell'opposizione liberale, 2019)
La libertà dei media in Russia riguarda sia la capacità dei direttori dei mezzi di comunicazione di massa di attuare politiche indipendenti sia la capacità dei giornalisti di accedere a fonti di informazione e di lavorare senza pressioni esterne. I media russi includono canali televisivi e radiofonici, periodici e media su Internet, che secondo le leggi della Federazione Russa possono essere proprietà statale o privata.
Nel 2013 la Russia si è classificata al 148º posto su 179 paesi nell'indice della libertà di stampa di Reporter senza frontiere. Nel 2015 Freedom House riporta che la Russia ha ottenuto un punteggio di 83 (su 100), soprattutto a causa delle nuove leggi introdotte nel 2014 che hanno ulteriormente esteso il controllo statale sui mass media. La situazione è ancora peggiore in Crimea dove, dopo l'annessione della Russia, sia la giurisdizione russa che i mezzi extra-giudiziali sono applicati di routine per limitare la libertà di espressione.
Vari aspetti della libertà di stampa sono criticati da molteplici organizzazioni internazionali. Mentre molta attenzione viene prestata alle influenze politiche, l'esperto di media William Dunkerley della American University di Mosca, sostiene che la genesi della libertà di stampa della Russia risiede nella disfunzione economica che caratterizza il settore.
Una delle organizzazioni più famose contro la corruzione in Russia è la Fondazione per la lotta alla corruzione di Aleksej Naval'nyj.

## Quadro legislativo
La costituzione russa prevede la libertà di parola e di stampa; tuttavia, l'applicazione del diritto da parte del governo, la regolamentazione burocratica e le indagini penali motivate politicamente hanno costretto la stampa a esercitare l'auto-censura limitando la copertura di talune questioni controverse, con conseguenti violazioni di tali diritti. Secondo Human Rights Watch, il governo russo esercita il controllo sulla società civile attraverso l'applicazione selettiva della legge, la restrizione e la censura.

### Commissario per i diritti umani (difensore civico)
Il difensore civico della Russia, nominato ufficialmente Commissario per i diritti umani, è nominato per un certo periodo dal Parlamento. L'ombudsman non può essere licenziato prima della fine del suo mandato e non è subordinato a nessun organo politico compreso il presidente o il governo. Le 83 regioni amministrative della Russia hanno il diritto di eleggere un difensore civico locale la cui autorità è limitata a quella regione. Meno della metà lo ha fatto.
Il difensore civico russo Vladimir Lukin ha riferito nel 2006 che affermare che la libertà di parola è inesistente in Russia sarebbe un'esagerazione, il diritto costituzionale alla libertà di parola è fondamentalmente osservato, così come non esiste una censura istituzionalizzata. Apparentemente, proprio per queste ragioni, i giornalisti e gli editori fanno raramente appello al commissario per protestare contro le restrizioni del loro diritto di cercare, ricevere, trasferire, pubblicare o distribuire informazioni. Tuttavia le restrizioni mascherate esistono in misura considerevole, sono spesso messe sotto pressione economica dai mass media dalle autorità. La cosiddetta "auto-censura" che induce i giornalisti ad astenersi dal diffondere informazioni che, a loro parere, potrebbero non piacere alle autorità, è diffusa anch'essa. Quindi in molti luoghi è garantito il diritto di elogiare le autorità, mentre l'opposto diritto è solo formalmente dichiarato.
Nel rapporto annuale 2008, Vladimir Lukin ha scritto che è importante avere l'interpretazione legale completa dei termini che possono limitare la libertà di pensiero e di parola. Ha parlato contro l'emendamento della legislazione elettorale che è "un divieto pratico" di contestare le critiche dei candidati, definendolo ovviamente eccessivo. E Lukin era critico nei confronti della Legge sulla lotta alle attività estremiste, osservando che l'estremismo e il dissenso devono essere strettamente distinti legalmente.

## Attacchi e minacce contro i giornalisti
I pericoli per i giornalisti in Russia sono noti  dai primi anni '90, ma la preoccupazione per il numero di omicidi irrisolti è aumentata dopo l'omicidio di Anna Politkovskaja a Mosca il 7 ottobre 2006. Mentre i monitor internazionali hanno parlato di decine di decessi, alcune fonti in Russia hanno parlato di duecento morti.
Il 15 dicembre di ogni anno viene celebrato il giorno della memoria dei giornalisti uccisi in servizio in Russia.

### Assalti ai giornalisti
Dall'inizio degli anni '90, numerosi giornalisti russi che hanno coperto la situazione in Cecenia, storie controverse sul crimine organizzato, funzionari statali e amministrativi e grandi imprese sono stati uccisi. Secondo il Comitato per la protezione dei giornalisti, dal 1992, 50 giornalisti sono stati assassinati per la loro attività professionale in Russia (che lo ha reso il terzo paese più letale per i giornalisti nel periodo 1992-2006): 30 giornalisti dal 1993 al 2000 e 20 giornalisti dal 2000.
Secondo la Glasnost Defence Foundation, nel 2006 ci sono stati 9 casi di morti sospette di giornalisti, 59 assalti ai giornalisti e 12 attacchi a uffici di redazione. Nel 2005, l'elenco di tutti i casi includeva 7 morti, 63 assalti, 12 attacchi a uffici editoriali, 23 episodi di censura, 42 procedimenti penali, 11 licenziamenti illegali, 47 casi di detenzione per militsiya, 382 cause legali, 233 casi di ostruzione, 23 chiusure di uffici editoriali, 10 sfratti, 28 confische di produzione di stampa, 23 casi di interruzione della trasmissione, 38 rifiuti di distribuzione o stampa, 25 atti di intimidazione e 344 altre violazioni dei diritti dei giornalisti russi.
Il 7 ottobre 2006, la giornalista russa Anna Politkovskaja, nota per le sue critiche alle azioni della Russia in Cecenia e al governo ceceno filo-russo, è stata colpita nell'atrio del suo condominio. La morte di questa giornalista russa ha innescato un clamore nei confronti della Russia nei media occidentali, con le accuse secondo cui, nel migliore dei casi, Putin non è riuscito a proteggere i nuovi media indipendenti del paese.
L'International Press Institute riporta l'uso selettivo di regolamenti, indagini penali motivate politicamente, incarcerazioni giornalistiche, interruzioni delle pubblicazioni e molestie aggressive da parte dei servizi di sicurezza. Secondo l'organizzazione, la Russia rimane il paese europeo più pericoloso per i giornalisti, con quattro morti nel 2009.
Nel 2009 Amnesty International ha riferito che "Difensori dei diritti umani, giornalisti e avvocati che hanno parlato apertamente delle violazioni dei diritti umani hanno subito minacce e intimidazioni. La polizia sembrava riluttante a indagare su tali minacce e un clima di impunità per gli attacchi agli attivisti della società civile ha prevalso". L'Amnesty International ha riportato anche un "clima di crescente intolleranza verso le opinioni indipendenti". Secondo il Comitato per la protezione dei giornalisti, la Russia è oggi un posto più pericoloso di quanto non fosse durante la Guerra Fredda. Solo l'Iraq e l'Algeria lo hanno superato nella lista dei paesi più a rischio di vita per la stampa.
Nell'ottobre 2016 un gruppo di giornalisti ceceni ha pubblicato un anonimo drammatico appello in The Guardian che descrive le intimidazioni e gli attacchi fisici che stanno vivendo sotto il governo di Ramzan Kadyrov e il controllo completo che i funzionari stanno facendo rispettare alle organizzazioni dei media nella repubblica.
Il Comitato per i diritti umani dell'Alto Commissariato delle Nazioni Unite per i rifugiati è preoccupato per la situazione attuale in Russia.
- Nell'agosto 2014 l'editore Lev Šlosberg, membro del partito di opposizione Jabloko, ha subito un grave attacco che lo ha lasciato incosciente. Sostiene che l'attacco era legato alle indagini del suo giornale sul dispiegamento di soldati russi da Pskov in Ucraina.
- Nell'agosto 2014 il reporter investigativo Aleksandr Krutov è stato aggredito e picchiato a Saratov - la quarta volta nella sua carriera di 20 anni nella copertura del crimine per una pubblicazione locale.
- Nel settembre 2014 una troupe televisiva che riportava una frode è stata attaccata a Novosibirsk. La loro attrezzatura è stata distrutta e l'operatore è rimasto ferito.
- Nel dicembre 2014 a Novosibirsk il caporedattore di taiga.info è stato picchiato da due uomini nei locali del sito web.
- Il 7 aprile 2022 Dmitrij Muratov è stato attaccato da uno sconosciuto e coperto di vernice rossa mentre era su un treno da Mosca a Samara, presumibilmente come atto di sostegno alle truppe russe.
- Il 4 luglio 2023, mentre andava verso l'aeroporto di Groznyj, Elena Milašina è stata vittima di un agguato nel quale diversi uomini incappucciati hanno fermato la macchina dove viaggiava con il collega Aleksandr Nemov, facendoli scendere dall'auto sotto la minaccia delle armi. La giornalista è stata picchiata, le sono state spezzate le dita delle mani, è stata rasata e cosparsa di vernice verde.[29]

### Divieto d'entrare e deportazione dei giornalisti esteri
- Nel febbraio 2011, al giornalista britannico del Guardian Luke Harding,  è stato rifiutato l'ingresso in Russia, contrariamente ai regolamenti OCSE. Divenne quindi il primo giornalista straniero ad essere espulso dalla Russia dalla fine della guerra fredda. Alcuni hanno collegato la sua espulsione con una copertura poco lusinghiera della Russia, compresa la speculazione sulla ricchezza di Vladimir Putin. Il 9 febbraio la Russia ha annullato la decisione.[30]
- Nel luglio 2014, il giornalista ucraino Evgenij Agarkov (1 + 1 TV) è stato arrestato a Voronež mentre riferiva del processo a un prigioniero di guerra ucraino. È stato accusato di mancanza di un adeguato accreditamento, ed è stato condannato, deportato e bandito per cinque anni.
- Nel settembre 2014 una troupe della BBC è stata attaccata ad Astrachan' mentre indagava sulla morte di soldati russi in Ucraina - all'epoca ancora negata dal Cremlino. Hanno distrutto la loro attrezzatura.
- Nel 2015, una giornalista australiana, Helen Womack, che ha speso oltre 30 anni corrispondendo dalla Russia le è stato negato l'accreditamento dopo essersi iscritta su un sito web "lista dei nemici della Russia" gestita dai nazionalisti e costretta a lasciare il paese.[31]
- Sempre nel 2015, in seguito al documentario sui soldati russi in servizio nella guerra del Donbass, a Simon Ostrovskij è stato negato l'accreditamento alla Russia.[32]
- Wacław Radziwinowicz è stato espulso nel dicembre 2015.[33]
- Il ministero degli Interni russo ha inserito la giornalista italiana della RAI Stefania Battistini e l'operatore video Simone Traini nella lista dei ricercati per il reato di "attraversamento illegale del confine" per aver realizzato un servizio il Tg1 al seguito dell'esercito ucraino nella regione russa di Kursk

## Censura e autocensura
L'articolo 29 (5) della Costituzione della Russia recita: "La libertà dei mass media deve essere garantita, la censura deve essere vietata". Il World Report 2009 di Human Rights Watch ha affermato che il governo russo controllava la società civile attraverso l'applicazione selettiva della legge, le restrizioni dei media e le vessazioni degli attivisti e dei difensori dei diritti umani.
Il commissario per i diritti umani del Consiglio d'Europa nel 2005, intervistato dalla radio russa Eco di Mosca, ha affermato che vi sono pressioni sui mezzi di comunicazione da parte delle autorità delle regioni russe e che la situazione con i media centrali ha destato preoccupazioni, poiché molti media centrali della TV sembravano perdere l'indipendenza precedente; la sua conclusione era che il compito più importante in Russia era quello di proteggere le vittorie della legge del 1991 sui mass media e di consentire ai giornalisti di lavorare in completa indipendenza; tuttavia ha detto che con tutte le difficoltà i media russi erano liberi nel loro insieme e che è stato intervistato in una trasmissione diretta senza censura, ha parlato anche della libertà di stampa.
Secondo una ricerca del 2005 condotta dal Centro di ricerca sull'opinione pubblica russa (WCIOM), il numero di russi che approva la censura in TV è cresciuto in un anno dal 63% all'82%; i sociologi credono che i russi non votino a favore della soppressione della libertà di stampa, ma piuttosto per l'espulsione di materiale eticamente dubbio come scene di violenza e sesso (il 57% per la limitazione della violenza e la rappresentazione del sesso in TV, il 30% per il divieto di annunci commerciali fraudolenti e il 24% per i prodotti per annunci di sesso e film di "propaganda della vita criminale").
Secondo il giornalista Maksim Kononenko, "Le persone inventano la censura per se stessi, e ciò che accade su alcuni canali televisivi, alcuni giornali, accade non perché Putin li chiama e dice: No, questo non deve andare, ma perché i loro capi sono pazzi." Tuttavia, la politologa Evgenija Al'bac in un'intervista con Eduard Steiner ha contestato questa affermazione: "Oggi i direttori dei canali televisivi e dei giornali sono invitati ogni giovedì nell'ufficio del Cremlino del vice capo dell'amministrazione, Vladislav Surkov per sapere quali notizie dovrebbero essere presentate e dove: i giornalisti vengono acquistati con enormi salari e nelle discussioni ci dicono quanto sia orribile lavorare nel servizio televisivo statale ".
Dal 2012, l'inizio del terzo mandato presidenziale di Vladimir Putin, sono state approvate numerose leggi per rendere più semplice la censura e l'ampia sorveglianza. Tali misure hanno anche portato all'autocensura. Un rapporto del 2016 di PEN America mostra che le limitazioni della libertà di espressione nella Russia di oggi non riguardano solo il giornalismo e i media, ma lo spazio culturale complessivo. Secondo il rapporto, una confluenza di leggi volte a contrastare il terrorismo e l'odio religioso e proteggere i bambini ha portato a un ambiente in cui è sempre più difficile distribuire fiction, diffondere televisione indipendente e promuovere produzioni teatrali e musicali indipendenti. Inoltre, la selettività e, a volte, l'arbitrarietà di Roskomnadzor, il Servizio federale per la supervisione delle comunicazioni, delle tecnologie dell'informazione e dei mass media, creano incertezza per scrittori, autori, editori e altri produttori di media, che spesso si traducono in autocensura come un modo per evitare regole incerte e l'applicazione arbitraria.
Inoltre, secondo il rapporto della Freedom House del 2016 sulla libertà di stampa, i funzionari del governo usano frequentemente il sistema giudiziario politicizzato e corrotto del paese per molestare giornalisti e blogger che denunciano gli abusi da parte delle autorità. Nel sistema giuridico russo la definizione di estremismo è ampia e ciò rende possibile per i funzionari invocarlo per mettere a tacere le voci critiche. L'applicazione di tali disposizioni legali ha incoraggiato l'autocensura nel paese.

### Persecuzione di contenuti "estremisti"
Nell'estate 2012, la Duma di Stato russa ha preso in considerazione la proposta di legge 89417-6 che creerebbe una lista nera di siti Internet tra cui quelli contenenti pedopornografia, materiale relativo alla droga e materiale estremista; così come rendere i fornitori di servizi di telecomunicazione responsabili di tali violazioni. Il disegno di legge è stato criticato come non mirato a combattere le cause dei contenuti illegali e la loro distribuzione attraverso Internet, né a contribuire all'efficacia delle attività di contrasto e perseguimento dei criminali, e i suoi criteri soggettivi potrebbero consentire alle autorità russe di bloccare in massa le risorse di Internet. Nel dicembre 2013 è stata proposta una legge che criminalizza le "proposte di separatismo". Secondo la legge, i trasgressori devono pagare una multa fino a 306.700 rubli ($ 9.500) o pene detentive fino a cinque anni per fare inviti pubblici a un'azione contro l'integrità territoriale del paese.
Dal 2009, la pratica delle forze dell'ordine (in particolare l'FSB) è stata quella di abusare delle leggi anti-estremismo recentemente introdotte per sopprimere la libertà di parola, comprese le indagini sulla corruzione. Pubblicazioni e attività classificate come "estremiste" comprendevano proteste contro le sentenze della corte nel caso Bolotnaya Square ("invocando azioni illegali") e critiche nei confronti di una spesa eccessiva del governatore locale ("insulto alle autorità") o nella pubblicazione di un poema a sostegno dell'Ucraina ( "incitamento all'odio") Nel 2015, le multe per contenuti "estremisti" sono state aumentate ad un massimo di 1 milione di rubli ($ 16,069).
- Nel giugno 2015, Aleksandr Byvšev, il poeta le cui opere sono state bandite come "estremiste" in precedenza, è stato anche inserito nell'elenco ufficiale dei "terroristi ed estremisti" gestito dal Servizio federale per il monitoraggio finanziario (Росфинмониторинг, Rosfinmonitoring). Una campagna di condanna è stata avviata nel suo villaggio descritto come sovietico da media indipendenti.[49][50]
- Il libro di Litvinenko Russia. Il complotto del KGB è stato anche elencato come "pubblicazione estremista" e bandito nel 2015.[51]
- Nel novembre 2015, poco prima dell'anniversario dell'Holodomor in Ucraina, gli articoli di Raphael Lemkin, che hanno coniato il termine genocidio e lo hanno usato per descrivere l'Holodomor, sono stati aggiunti all'indice federale dei materiali estremisti in Russia.[52]
- Nel febbraio 2016, la polizia di San Pietroburgo ha confiscato un'intera tiratura di un libro di uno scrittore polacco Jan Nowak-Jeziorański a causa di un presunto "contenuto estremista".[53]

### Critiche all'annessione della Crimea
Dopo che la Russia ha preso il controllo della Crimea, il parlamento russo ha approvato una legge che rende reato mettere in discussione l'integrità territoriale della Russia all'interno di ciò che il governo considera i suoi confini. Un uomo di nome Andrej Bubaev è stato incarcerato per due anni per aver ripubblicato una foto di un tubetto di dentifricio con le parole "spremere la Russia fuori di te" e un articolo sotto il titolo "Crimea è Ucraina" di un blogger controverso, che ora è in prigione, chiedendo un'aggressione militare contro la Russia.

## Censura di Internet e sorveglianza
La Russia è stata trovata impegnata nel filtraggio selettivo di Internet nelle aree politiche e sociali; Nel mese di dicembre 2010 non è stata trovata alcuna prova di filtraggio nelle aree relative a conflitto / sicurezza e strumenti Internet da parte di OpenNet Initiative. La Russia era sull'elenco dei paesi sotto sorveglianza di Reporter senza frontiere dal 2010 al 2013 e fu spostata nella lista dei Nemici Internet nel 2014. Il 31 marzo 2013, il New York Times ha riferito che la Russia stava iniziando a bloccare in modo selettivo Internet'.
- Il sistema di misure operative investigative (SORM) della Russia richiede che gli operatori di telecomunicazioni installino l'hardware fornito dal Servizio di sicurezza federale (FSB). Consente all'agenzia di monitorare unilateralmente i metadati e i contenuti delle comunicazioni degli utenti, incluse le chiamate telefoniche, il traffico e-mail e l'attività di navigazione sul Web.[60] I metadati possono essere ottenuti senza un mandato. Nel 2014, il sistema è stato ampliato per includere piattaforme di social media e il Ministero delle comunicazioni ha ordinato alle aziende di installare nuove apparecchiature con funzionalità Deep Packet Inspection (DPI). Nel 2015, la Corte europea per i diritti umani ha rilevato la legislazione e le pratiche di sorveglianza SORM della Russia in violazione della Convenzione europea sui diritti umani (Zakharov c. Russia). La legge russa sulla lista nera in internet (2012) ha affrontato critiche da parte dei principali siti Web e delle ONG in merito al lancio. Al momento dell'introduzione, l'elenco era descritto come un mezzo per la protezione dei bambini dai contenuti dannosi; in particolare il contenuto che esalta l'uso di droghe, sostiene il suicidio o descrive i metodi di suicidio, o contiene materiale pedopornografico
- . Nel 2013 la legge sulla lista nera è stata modificata con una clausola per bloccare il contenuto "sospettato di estremismo". È stato ampliato per includere azioni come "convocazione di riunioni illegali", "incitamento all'odio" e ogni altra azione "che viola l'ordine stabilito".[61][62][63] Durante la crisi della Crimea 2014, Roskomnadzor ha bloccato un certo numero di siti web che criticano la politica russa in Ucraina, tra cui le pagine di Aleksej Naval'nyj, Garri Kasparov e Grani.ru.[64] Nel luglio 2014, la legge sull'estremismo online è stata utilizzata per impedire una marcia per l'autonomia siberiana.[65] Negli anni successivi, è stato usato per bloccare le caricature di Vladimir Putin[66] e contenuti LGBTQ.[67]
- La "Legge sui blogger" (2014), un emendamento alla legislazione antiterrorismo esistente, richiede che tutti i servizi web memorizzino i dati dell'utente dei cittadini russi sui server all'interno del paese. I siti che non soddisfano questo requisito possono essere aggiunti alla lista nera.[68][69] Dall'agosto 2014, la legge richiede agli operatori di hotspot Wi-Fi gratuiti (ad esempio ristoranti, biblioteche, bar, ecc.) Di raccogliere i dati personali di tutti gli utenti e identificarli utilizzando i passaporti.[70]
- La "legge Yarovaya" (2016) richiede agli operatori di telecomunicazioni di archiviare registrazioni di conversazioni telefoniche, messaggi di testo e traffico Internet degli utenti fino a 6 mesi, oltre a metadati per un massimo di 3 anni. Questi dati e "tutte le altre informazioni necessarie" sono disponibili per le autorità su richiesta e senza un ordine del tribunale.[71]

Le piattaforme di social media sono state sottoposte a crescenti pressioni nel 2014. Ad aprile il fondatore di Vkontakte, Pavel Durov, ha annunciato che si sarebbe dimesso e avrebbe lasciato il paese a causa dell'intimidazione del FSB, dopo che si era rifiutato di consegnare i dati dell'account degli attivisti ucraini. Nel settembre 2014 Vkontakte è stata rilevata da mail.ru, di proprietà di Alisher Usmanov, uomo d'affari amico del Cremlino.
- Nel 2004, la Russia ha fatto pressioni sulla Lituania e nel 2006 la Svezia ha interrotto il sito web del Kavkaz Center, un sito che supporta la creazione di uno stato della Sharia nel Caucaso settentrionale e ospita video sugli attacchi terroristici alle forze russe nel Caucaso settentrionale.[72][73]
- Magomed Evloev, direttore di Ingushetia.org, un critico vocale dell'amministrazione della regione, è stato assassinato nell'agosto 2008.[74]
- Sullo sfondo del dicembre 2008 manifestazioni a Vladivostok,[75] è stato riportato dal sito Web di notizie di Kontury che gli ufficiali dell'FSB si rivolgevano ai moderatori della comunità Internet ru_auto con una richiesta di rimozione di notizie sulle proteste di Vladivostok. Il motivo principale, come riportato da un moderatore della risorsa, era che un certo numero di post ripetuti con le informazioni sulle proteste peggiorava una sorta di statistiche sugli atteggiamenti delle persone. Il moderatore in questione ha chiesto ai blogger di pubblicare solo gli unici post sulle azioni di protesta.[76]
- Nel dicembre 2009, Internet provider Yota con oltre 100.000 abbonati[77] ha bloccato l'accesso ad alcune risorse Internet dell'opposizione russa per i suoi abbonati moscoviti per alcuni giorni. Il blocco è avvenuto dopo che il procuratore capo di San Pietroburgo ha raccomandato alla compagnia di bloccare l'accesso alle risorse estremiste. All'epoca, l'unica risorsa Internet elencata come estremista dal Ministero della Giustizia della Russia era il sito dei separatisti caucasici Kavkaz Center. Dalla sera del 6 dicembre 2009, Yota ha aperto l'accesso a tutte le risorse precedentemente bloccate, ad eccezione di Kavkaz Center.[78][79]
- Il 5 aprile 2013, è stato confermato da un portavoce del Servizio federale per la supervisione delle comunicazioni, delle tecnologie dell'informazione e dei mass media che Wikipedia era stata inserita nell'articolo "Cannabis Smoking" su Wikipedia russo.[80][81]
- Il 7 agosto 2013, il Tribunale distrettuale centrale della città di Tver, situato a circa 160 km a nord-ovest di Mosca, ha stabilito che il sito web ufficiale dei Testimoni di Geova dovrebbe essere vietato in tutta la Federazione Russa. Il 22 gennaio 2014 il tribunale regionale di Tver si è pronunciato a favore dei testimoni di Geova e ha annullato la precedente sentenza della corte inferiore. Il tribunale regionale ha condotto un nuovo processo, che ha concluso che la decisione del tribunale distrettuale centrale era ingiustificata, poiché non vi era alcun motivo giuridico per vietare il sito.[82]
- A luglio 2023 viene lanciata Ruwiki, enciclopedia online clone di Wikipedia in russo e proposta come alternativa più favorevole al governo. Il sito è amministrato da un gruppo di esperti che opera la rimozione di alcuni contenuti, come ad esempio la copertura del conflitto russo-ucraino, la rivoltadel Gruppo Wagner e le critiche a Vladimir Putin[83].

## Immagini bandite
Il ministero della Giustizia mantiene un elenco di "materiali estremi" che è illegale condividere.
Nel 2017 è stata aggiunta l'immagine di Putin come "pagliaccio gay" come articolo 4071, a seguito di una causa legale del 2016 contro l'attivista dei social media A. V. Tsvetkov.

## Persecuzione giudiziaria dei giornalisti e dei media
I pubblici ministeri in Russia hanno l'abitudine di accusare gli individui - compresi giornalisti, blogger e informatori - di reati inventati come diffamazione, estremismo e altre accuse penali comuni, nel tentativo di scoraggiare e limitare le loro attività.
- In un caso giudiziario di tre anni, iniziato nel 2008, Chernovik, il più grande quotidiano indipendente del Daghestan, ha visto la sua redattore capo Nadira Isayeva e diversi reporter processati con l'accusa di "incitamento all'odio verso le forze dell'ordine" a seguito di critiche alla controinsurrezione del Servizio di sicurezza federale tattica.[85] Reporters Without Borders, Committee to Protect Journalists,[86] e l'ARTICOLO 19 hanno contestato tutte le accuse,[87] e Isayeva fu in definitiva assolto. Ha descritto il caso come "un test per l'istituzione della libertà di stampa" in Daghestan.[88]
- Nel novembre 2013 il giornalista investigativo e blogger Sergei Reznik di Rostov-na-Donu (spesso riferiva di corruzione e abusi da parte di politici) è stato condannato a 1 anno e mezzo di carcere per varie accuse, tra cui l'insulto ad un funzionario governativo. La condanna è stata confermata in appello nell'aprile 2014. Un nuovo caso di diffamazione è stato aperto contro di lui nel luglio 2014.
- Nel gennaio 2014 Aksana Panova, ex caporedattore del sito Ura.ru a Ekaterinburg, è stata condannata a due anni di sospensione condizionale - compreso il divieto di attività giornalistiche - dopo essere stata processata per estorsione. Ha respinto tutte le accuse, sostenendo di essere presa di mira in punizione per la copertura critica dei funzionari locali.
- Nel settembre 2015 il giornalista e blogger siberiano Dmitriij Šipilov è stato arrestato dopo aver intervistato gli organizzatori di una marcia per l'autonomia siberiana. Il motivo ufficiale includeva l'omissione di scontare una pena di tre mesi per "insultare un pubblico ufficiale". Shipilov sostiene che la detenzione è politicamente motivata.
- Nell'ottobre 2014 il giornalista di Rostov-na-Donu Aleksandr Tolmachev è stato condannato a 9 anni di lavori forzati per accuse di estorsione, dopo aver già trascorso tre anni in detenzione preventiva.

Le molestie giudiziarie del blogger e del politico Aleksej Naval'nyj sono continuate nel 2014. Navalny è stata multata $ 8.400 in aprile per aver diffamato un consigliere comunale di Mosca su Twitter. A dicembre è stato condannato a tre anni e mezzo (con sospensione condizionale) insieme a suo fratello Oleg Naval'nyj per accuse di frode. Roskomnadzor ha avvertito quattro media che hanno riferito sulla sentenza e ha fatto riferimento a un video di Navalny che chiede la dimostrazione, accusandoli di incitare all'estremo. Navalny, dopo un tentativo di avvelenamento, è stato condannato a 19 anni di reclusione ed è deceduto in prigione.
- Il 22 marzo 2022, il giornalista televisivo Alexander Nevzorov è stato incriminato ai sensi della legge russa sulle "false informazioni" dopo aver pubblicato informazioni secondo cui le forze russe avevano bombardato un ospedale di maternità a Mariupol
- Il 13 aprile 2022, il giornalista siberiano Mikhail Afanasyev, caporedattore della rivista online Novy Fokus , è stato arrestato dalla polizia per il suo reportage sull'invasione russa dell'Ucraina. Afanasyev ha ricevuto due volte il premio Andrei Sakharov "Per il giornalismo come azione". È stato condannato a 5,5 anni di carcere nel settembre 2023.
- Nel febbraio 2023, la giornalista Maria Ponomarenko è stata condannata a sei anni di carcere per aver pubblicato informazioni sull'attacco aereo al teatro di Mariupol.
- Nel giugno 2023, il giornalista Ilya Krasilshchik, ex editore del sito di notizie indipendente Meduza, è stato condannato in contumacia a 8 anni di carcere per "diffusione di false informazioni" sull'esercito russo.
- Nell'agosto 2023, le autorità russe hanno aperto un procedimento penale contro la giornalista russo-americana Masha Gessen con l'accusa di aver diffuso "false informazioni" sulle azioni dell'esercito russo in Ucraina. Nel dicembre 2023, è stato riferito che Gessen era stata inserita nella lista online dei ricercati del Ministero dell'Interno russo.
- Il 4 ottobre 2023, l'ex dipendente della televisione di stato russa Marina Ovsjannikova è stata condannata in contumacia a 8,5 anni di carcere per "aver diffuso false informazioni" sull'esercito russo.
- Nel 2023 la giornalista collaboratrice di Navalny Marija Pevčich, che ha indagato su fenomeni di corruzione di alto livello politico, è fuggita dalla Russia essendo ricercata
- Il 6 marzo 2024, il giornalista russo Roman Ivanov è stato condannato a 7 anni di carcere per aver diffuso “fake news” sull’esercito russo.
- Nel marzo 2024, le autorità russe hanno arrestato sei giornalisti che lavoravano per testate giornalistiche russe indipendenti, tra cui Antonina Favorskaya, che lavorava per Sota.Vision e ha filmato l’ultimo video di Alexei Navalny prima della sua morte.
- Nell'aprile 2024, i giornalisti russi Konstantin Gabov e Sergej Karelin, che in passato avevano lavorato per Deutsche Welle e altri media internazionali, sono stati arrestati dalle autorità russe con l'accusa di "estremismo".
- Il giornalista di Forbes Russia Sergey Mingazov è stato arrestato con l'accusa di aver diffuso "false informazioni" sull'esercito russo.
- Il 17 giugno 2024, un tribunale di Mosca ha emesso mandati di arresto per Roman Anin, caporedattore e pluripremiato reporter d'inchiesta di IStories, e per Ekaterina Fomina, giornalista di TV Rain ed ex corrispondente di IStories , con l'accusa di aver diffuso "false informazioni" sulle forze armate russe. Il Ministero dell'Interno russo ha aggiunto i due giornalisti russi in esilio alla sua lista di ricercati. Fomina ha affermato che il mandato di arresto avrebbe avuto ripercussioni sulla sua vita professionale, poiché non avrebbe potuto recarsi in molti Paesi che avrebbero potuto arrestarla ed estradarla in Russia.
- I giornalisti russo-statunitensi Evan Gershkovich e Alsu Kurmasheva sono stati liberati in uno scambio nel 2024 dopo essere stati arrestati e condannati con dei pretesti.
- Nell'aprile 2025 i giornalisti arrestati Favorskaya, Karelin, Gabov e il collega Artyom Kriger sono stati condannati per partecipazione a una comunità estremista a 5,5 anni di reclusione[89]

## Proprietà governativa e controllo dei media
Il governo ha utilizzato la proprietà diretta, o la proprietà di grandi società private con legami governativi, per controllare o influenzare i principali media nazionali e i media regionali, in particolare la televisione. Ci sono state segnalazioni di auto-censura nella televisione e nella stampa, in particolare su questioni critiche nei confronti del governo.
Per quanto riguarda un sondaggio della Fondazione Mediastandart del 2016, la maggior parte dei giornalisti russi ritiene che non siano liberi e indipendenti e ritengono che i proprietari dei media minino l'indipendenza dei giornalisti. Secondo Aleksej Kudrin, ex ministro delle finanze russo e attuale capo del Comitato di iniziativa civile, "nelle regioni il numero di media indipendenti è in progressivo declino, lo stesso accade a livello federale: le grandi corporazioni e le istituzioni statali esercitano un'influenza sul media."
Nei primi 15 anni dopo l'indipendenza della Russia (1990) la maggior parte dei media di stampa russi subì un cambio di proprietà. Molti di loro sono scomparsi, altri hanno cambiato proprietari ripetutamente. Dopo l'adozione della nuova legge sui mass media nel 1991, seguì la prima fase di privatizzazione del mercato dei media. Il termine "oligarchi", inclusi "oligarchi dei media", iniziò ad essere usato specificatamente in Russia, indicando potenti uomini d'affari vicini al potere politico. Quest'ultimi, li ha resi gli "eletti" nella redistribuzione della ricchezza del paese dopo la dissoluzione dell'Unione Sovietica. Dal 1999 l'elezione di Vladimir Putin, solo gli oligarchi fedeli al governo sono stati in grado di mantenere il controllo sui settori strategici dell'economia russa e sulla politica come l'informazione.
Tutti tranne un canale televisivo nazionale sono interamente o parzialmente di proprietà dello stato. L'ultimo canale - NTV - è di proprietà di Gazprom, in cui lo stato ha una partecipazione di controllo. La situazione nel mercato radiofonico è simile. I principali canali di informazione sono in qualche modo controllati dallo stato.
A partire dal 2009, il governo russo possiede il 60 percento dei giornali, e in tutto o in parte, tutte le emittenti televisive nazionali.
Nel 2008, la BBC ha dichiarato negli ultimi anni che le società con stretti legami con il governo, la Gazprom di proprietà statale, hanno acquistato diversi dei più influenti giornali.
Per quanto riguarda l'indice IREX Media Sustainability Index, nelle città più piccole, i media privati indipendenti sono spesso le uniche fonti di notizie locali, perché i giornali locali comunali pubblicano solo informazioni ufficiali.
La regolamentazione antimonopolistica russa è ancora in evoluzione, con molte incertezze e sfide di conformità rimanenti. Molte delle disposizioni chiave della legge sulla concorrenza non sono chiare e sono aperte all'interpretazione. Per questo motivo, richiedono ulteriori interpretazioni da parte dei tribunali russi.
Inoltre, il controllo governativo sui media viene esercitato anche attraverso la distribuzione di sussidi statali e ricavi pubblicitari.

### Il controllo governativo sui media
Molti osservatori hanno notato la perdita dell'indipendenza delle emittenti televisive nazionali. Come dichiarato dalla BBC, due dei tre principali canali federali Pervyj kanal ("Primo canale") e Russia TV sono controllati dal governo, in quanto sono interamente o parzialmente di proprietà del Rosimuschestvo (l'Agenzia federale per la gestione della proprietà statale). Invece, il colosso energetico statale Gazprom possiede NTV.
Russia TV (Rossija 1) copre il 98,5% del territorio del paese ed è di proprietà statale. Channel One (Pervyj Kanal) copre il 98,8% del territorio della Russia e ha proprietà condivisa di stato e privato (51% di stato- 49% privato). Tuttavia, la maggior parte degli azionisti privati comprende National Media Group (controllata dalle strutture di Yuri Kovalchuk, presidente del consiglio di amministrazione della Rossiya Bank, una delle più grandi banche in Russia e amico personale di Vladimir Putin e Roman Abramovich, proprietario del Chelsea Football Club e alleato di Putin). NTV copre l'84% del territorio nazionale.
Secondo il Comitato per la protezione dei giornalisti, "Tutte e tre le principali reti televisive sono ora nelle mani dei fedelissimi del Cremlino". Infatti, mentre Rossiya TV (Canale Russia) era di proprietà dello stato sin dalla sua fondazione nel 1991, i principali azionisti di ORT e NTV (Boris Berezovsky e Vladimir Gusinsky, rispettivamente) vendettero le loro scorte al governo e Gazprom nel 2000-2001. Inoltre, TV6, un canale pubblicitario di proprietà di Berezovsky, è stato chiuso nel 2002 utilizzando una scappatoia legale. Nel 2003 il canale TVS, formato principalmente da ex NTV e TV6, è stato chiuso a causa di problemi finanziari.
Insieme a questo, molti media si sviluppano attivamente mentre la partecipazione statale in essi è minima. Ci sono reti televisive private della Russia con la copertura della trasmissione che raggiunge la maggior parte della popolazione russa: REN TV (noto per il talk show analitico quotidiano con Tigran Keosayan, programma analitico "Week" con Marianna Maksimovskaya), TV Center (noto per "Postscriptum") "con Aleksey Pushkov," Moment of Truth "con Andrey Karaulov), Petersburg - Channel 5.
L'opposizione liberale TV-Channel RTVi di proprietà di Vladimir Gusinsky non è trasmessa in Russia, ma è disponibile in quel paese attraverso reti di televisione via cavo e via satellite, reti MMDS e IPTV. Un ex redattore di un programma su quel canale, Vladimir Kara-Murza, crede che sia merito di RTVi che la possibilità di un terzo mandato presidenziale di Vladimir Putin sia stata impedita e che i "tecnologi politici arretrati" siano stati fatti per "rispettare" alla Costituzione, anche se con l'operazione Successore ".
Il 29 gennaio 2014, i maggiori media televisivi russi, dopo che i principali politici hanno espresso il loro malcontento, hanno disconnesso il canale Dozhd in risposta a un sondaggio sul proprio sito Web e in un programma di discussione dei "Dilettanti" in diretta. Il sondaggio ha chiesto se Leningrado avrebbe dovuto arrendersi all'esercito nazista invasore per salvare centinaia di migliaia di vite.
I principali canali televisivi di stato applicano frequentemente l'autocensura, evitando argomenti controversi che potrebbero influire sull'immagine pubblica delle autorità. Ad esempio, le massicce proteste dei camionisti in tutto il paese non sono mai state menzionate nemmeno in Pervyj kanal, nonostante l'ampia copertura nei media locali e indipendenti e le richieste degli spettatori.
La situazione nel mercato radiofonico è simile. I principali canali di informazione sono in un modo o nell'altro controllati dallo stato. Solo tre radio russe trasmettevano talk show politici: Mayak, Radio Rossiya ed Ekho Moskvy. Mayak e Radio Rossiya sono di proprietà statale (Rosimushchestvo), mentre Ekho Moskvy è di proprietà dello stato controllato da Gazprom Media. Un elenco completo dei servizi audiovisivi in Russia è disponibile nel database MAVISE, realizzato dall'Osservatorio europeo dell'audiovisivo. Tale elenco include la proprietà dei canali TV e dei servizi on demand.

#### Controllo governativo sulla carta stampata
Kommersant-Vlast, Expert e New Times sono settimanali che forniscono un'analisi seria degli attuali problemi politici. Tuttavia, sono di proprietà di oligarchi che sostengono apertamente il governo. Kommersant-Vlast è prodotto da Kommersant Publishing House di proprietà di Alisher Usmanov. L'esperto fa parte di Expert Media Holding che è di proprietà di Basic Element di Oleg Deripaska e di una società statale russa-Vnesheconombank.

#### Il controllo governativo sui siti web
I siti web più popolari, se non sono di proprietà internazionale come Google e Facebook, sono di proprietà statale o di proprietà di un paio di influenti uomini d'affari come Alexander Mamut e Alisher Usmanov.

### Proprietari stranieri di media
Una legge firmata nel 2014 ha previsto di limitare le quote di proprietà estera in qualsiasi asset dei media russi al 20% entro l'inizio del 2017. Di conseguenza, nel 2015, la casa editrice tedesca Springer ha venduto l'edizione russa di Forbes, e il finlandese Sanoma ha venduto le sue partecipazioni al quotidiano economico Vedomosti e al Moscow Times in lingua inglese. I dirigenti dei media russi hanno acquistato la posta in gioco in entrambe le transazioni. Il Moscow Times successivamente passò dalla pubblicazione giornaliera a quella settimanale, e il suo caporedattore si dimise a causa di conflitti con il nuovo proprietario. Il nuovo editore di Forbes ha dichiarato che la rivista porterà meno storie sulla politica e si concentrerà sul business e sull'economia.

#### "Black lists" controversa
Come riportato da Clifford J. Levy in un articolo del New York Times del 2008, tutti gli oppositori di Putin vengono fatti sparire dalla TV russa. Sono nella lista nera e non possono apparire nei programmi TV. In un esempio, una presentazione critica delle politiche di Putin è stata cancellata digitalmente. Questo è il caso di Boris Berezovsky e Vladimir Gusinsky, due potenti oligarchi russi negli anni '90. Berezovsky aveva investito nell'ex emittente pubblica del primo canale ORT mentre Gusinsky creava la prima emittente televisiva indipendente della Russia, la NTV. Dopo la presa di potere di Putin, i media posseduti da Berezovsky e Gusinsky furono le prime vittime di questa "epurazione". Controlli fiscali, incursioni di uomini armati, perquisizioni e arresti hanno costretto i loro capi a fuggire dal paese e a vendere i loro media.
Come riportato dallo scienziato russo Sergey L. Lopatnikov, le informazioni sulle "liste nere" non hanno senso; una discussione è stata fatta che non meno del 35-40% dei partecipanti al talk show di NTV "At a barrier" condotto da Vladimir Solov'ëv durante gli ultimi due anni ha rappresentato l'opposizione liberale (tra cui Novodvorskaya, Ivanenko, Nemtsov, Hakamada); da gennaio a maggio 2008, gli apertamente avversari di Vladimir Putin hanno partecipato a 9 di 16 (più del 50%) questioni del talk show.

#### La controversia del bando di REN-TV e Channel 5 news
Il 16 ottobre 2009, il quotidiano Kommersant ha riferito che il proprietario di canali televisivi privati REN TV e Channel 5 aveva apportato modifiche alle strutture di gestione dei canali. Riferendosi ad una fonte anonima, Kommersant affermò che come risultato questi canali avrebbero smesso di trasmettere notizie indipendenti; invece, dal 2010 avrebbero ricevuto le notizie dal canale televisivo RT alimentato dallo stato. Come scrisse Kommersant, "il Canale 5 e la REN-TV sono gli unici canali televisivi russi oggi la cui politica editoriale è diversa dalle notizie di stato: solo attraverso questi canali vengono mandati in onda i politici dell'opposizione, così come altri eventi denunciati dalle autorità". il capo di un programma di notizie analitiche della REN-TV "Week" Marianna Maksimovskaya è stato citato da Kommersant dicendo di essere ottimista riguardo al nuovo direttore esecutivo della REN-TV e sicuro che la sua politica editoriale non sarà modificata.
Il 19 ottobre 2009, il segretario stampa del canale REN-TV Nazarov ha affermato che REN-TV e Channel 5 riceveranno dalla RT "supporto esclusivamente tecnologico", e il canale statale non imporrà alcuna influenza sulla parte informativa delle notizie.
Il 22 ottobre 2009, Alexander Orjonikize, ex capo della REN-TV e ora CEO del National Media Group che possiede i canali televisivi in questione, ha affermato che mentre viene discussa la possibilità di una partnership per produrre notizie più sature e interessanti, " è importante notare che qualunque strategia aziendale verrà scelta in quella direzione, la politica editoriale relativa alle notizie e ai suoi contenuti informativi non sarà modificata ".
Channel 5 impiega 1700 persone a San Pietroburgo. Le sue vendite nel 2009 hanno rappresentato 20 milioni di dollari, mentre le spese hanno superato i 100 milioni. Il 19 ottobre 2009, i dipendenti del canale televisivo hanno pubblicato una lettera aperta ai vertici politici russi, preoccupata per la possibilità di licenziamenti di massa. Il 23 ottobre 2009, l'amministratore delegato di NMG-TV Vladimir Khanumyan in un'intervista ha promesso che non si terranno licenziamenti di massa; ha anche commentato che "Le informazioni sulla Russia di oggi sono in generale alcune incomprensioni, non capisco nemmeno come potrebbero essere utilizzate nel nostro progetto: è il canale televisivo che realizza programmi per il pubblico all'estero in inglese e nelle lingue arabe. Cosa ha a che fare con Canale 5? "

#### RBC
Nel 2016 la leadership e i migliori giornalisti dei media della RBC hanno lasciato la compagnia a seguito di un'indagine avviata dalle autorità in una presunta "frode", ampiamente associata alla copertura non ufficiale degli affari politici e del governo, incluse le ultime pubblicazioni dei Panama Papers sulla ricchezza di Vladimir Putin. Un giornalista ha descritto la situazione come "che ha una forte somiglianza con l'acquisizione di NTV nei primi anni 2000".

### Dichiarazione ufficiale verso il problema della dominazione dello stato
Nel 2000, prima delle elezioni presidenziali, Kommersant pubblicò un lungo documento intitolato "La riforma dell'amministrazione del presidente della Federazione russa", presumibilmente trapelato dal comitato elettorale di Vladimir Putin. Il programma ha proposto una serie di modifiche alla politica di informazione del governo, tra cui una rigorosa centralizzazione dei mass media e la soppressione delle critiche da parte sia dei media sia dell'opposizione a Duma.
Il documento ha anche offerto una serie di casi di studio ed esempi su come giornalisti o membri della Duma che espongono casi di corruzione o acquisti sospetti (ad es. Proprietà straniere) da membri dell'amministrazione dovrebbero essere messi a tacere con "azioni politiche preventive", che comportano il rilascio di compromessi personali dettagli sugli informatori, i giornalisti e i manifestanti o l'organizzazione di contro-picchetti "spontanei" a sostegno dell'amministrazione. Questi metodi sono stati applicati anche ai giornalisti stranieri che hanno riferito dalla Russia e includevano una sorveglianza apparente, intercettazioni in appartamenti e minacce ai parenti.
Nel 2006, il presidente della Russia Vladimir Putin ha osservato che nel periodo degli anni '90 la libertà di stampa in Russia "era effettivamente minacciata, non dalla vecchia ideologia di stato che un tempo deteneva il monopolio dell'espressione, ma dai dettami del capitale oligarchico". Alla domanda sulla libertà dei media nel 2006 intervista con il canale NBC TV, Putin ha risposto: "Abbiamo più di 3.500 compagnie televisive e radiofoniche qui in Russia e la partecipazione statale è diminuita di anno in anno. 40.000 pubblicazioni e non siamo riusciti a controllarle tutte anche se volevamo. "
Nel maggio 2008, la Federazione internazionale dei giornalisti ha accolto con favore i segnali di un "nuovo inizio" nelle relazioni tra le autorità e i media indipendenti in Russia.
Nel novembre 2008, lo stato della nazione si è rivolto al presidente della Russia Dmitry Medvedev ha riconosciuto problemi con i media russi:
Le politiche adottate in quell'indirizzo hanno risposto a questa critica come segue:
Nel maggio 2009 è stata adottata una legge federale "Garantire l'uguaglianza dei partiti parlamentari nel coprire le loro attività da parte dei canali televisivi e radiofonici di proprietà nazionale".
Nel suo Discorso sullo stato della nazione del 2009, Dmitry Medvedev ha raccomandato a tutte le regioni della Federazione russa di approvare leggi sulle garanzie di pari copertura mediatica dell'attività delle parti rappresentate nei parlamenti regionali.
Nel 2007, un rapporto del professore di politica Nicolai N. Petro ha affermato che le società straniere detenevano azioni in oltre la metà di tutte le emittenti radiofoniche russe e non nello stato. Secondo lui, la quota dello stato russo nel mercato dei giornali e dei periodici è stimata essere inferiore al 10%, mentre la sua quota nei media elettronici è ancora più piccola.
Il presidente russo della commissione parlamentare per gli affari esteri Konstantin Kosachev ha affermato in un'intervista del 2005 che non vi sono differenze tra la libertà di parola in Russia e nei paesi occidentali per quanto riguarda i mezzi di comunicazione: "c'è un'enorme quantità di giornali che scrivono qualsiasi tipo di cose." Parlando di media elettronici, ha riconosciuto di essere principalmente sotto il controllo delle autorità, ma ha aggiunto che non si tratta di un fenomeno specificamente russo.
Secondo la BBC, il mercato dei quotidiani russi offre ai suoi consumatori una gamma più ampia di punti di vista rispetto a quelli che gli stessi consumatori possono provare sui principali canali televisivi del paese.
Secondo il quotidiano Vedomosti, nel 2009 la società di Rupert Murdoch non è riuscita a vendere le sue tre famose stazioni radio russe perché non è riuscita a trovare acquirenti per loro.

### La propaganda di guerra
L'intervento militare russo in Ucraina e l'occupazione della Crimea, nel 2014, hanno portato a un rafforzamento della propaganda e della disinformazione da parte dei media di proprietà statale, tra cui immagini alterate o errate, storie distorte o inventate da zero. Le autorità russe hanno continuato a utilizzare i commentatori pagati per influenzare i contenuti e i commenti online relativi al conflitto. Secondo il reporter di guerra e veterano della prima guerra cecena, Arkadiy Babchenko, i mass media russi hanno avuto un ruolo significativo nel dare inizio alla guerra in Donbass affermando che "questa è la prima guerra nella storia iniziata esclusivamente dalla propaganda di Goebbels".
La copertura indipendente delle questioni relative alla guerra ha portato a pressioni ufficiali sui media. Lenta.ru è stato avvertito da Roskomnadzor nel marzo 2014 dopo aver pubblicato un'intervista con un membro del settore destro; il giorno seguente il proprietario sostituì l'editore con uno pro-governativo e 40 impiegati si dimisero in segno di protesta. Nell'ottobre 2014, Ekko Moskvy è stato avvertito da Roskomnadzor dopo aver trasmesso testimonianze di prima mano dei combattimenti nell'est dell'Ucraina, presumibilmente "giustificando crimini di guerra".
Nel marzo 2016 Sergey Shoygu, parlando di una cerimonia di premiazione dei media russi, ha descritto il suo lavoro come "un'ennesima arma, l'ennesima unità delle Forze Armate".

## Pressione politica sui media indipendenti
Secondo la World Press Freedom Review 2008 dell'International Press Institute, la pressione sui media indipendenti russi e sui loro dipendenti è aumentata considerevolmente nel 2007. Il governo usa una varietà di metodi per controllare le emittenti, per mettere al riparo i giornalisti critici e per intimidirli.
Secondo l'International Press Institute, anche le pubblicazioni più audaci devono ridurre la loro copertura per evitare problemi con le autorità.
Nel 2016, l'associazione PEN ha concluso che utilizzando una combinazione di metodi, tra cui il controllo delle grandi aziende e canali televisivi e l'uso selettivo e flessibile delle leggi introdotte, il governo ha acquisito un controllo pratico su ciò che è pubblicato nei mass media in Russia:
Mentre nella Costituzione russa vi sono disposizioni che garantiscono la libertà di parola e vietano specificamente la censura, l'esecuzione pratica di numerosi atti giuridici e la dipendenza dei tribunali comporta un controllo praticamente illimitato del governo su ciò che è pubblicato e dove. Le leggi in questione sono le leggi anti-estremismo, la legge sulla protezione dei bambini da informazioni dannose, la legge sull'insulto ai credenti religiosi, la legge sugli agenti stranieri e la legge sulle organizzazioni indesiderabili. Un ruolo importante nel sistema di censura è svolto da Roskomnadzor (Servizio federale di supervisione nella sfera delle telecomunicazioni, tecnologie dell'informazione e comunicazioni di massa), un'istituzione che - secondo il PEN - "ha risvegliato i redattori interni della gente - la voce nella tua testa che consciamente o inconsciamente ti fa dubitare di ciò che stai scrivendo o pubblicando: questa cosa supera la linea? Questo mi metterà nei guai? "
Secondo un esperto, l'espulsione di attori politici competitivi dalla proprietà dei media ha gradualmente portato alla depoliticizzazione dei contenuti dei media. La depoliticizzazione dei contenuti dei media, tuttavia, ha portato anche alla sua patriottizzazione.
Il 25 novembre 2017 Putin ha sottoscritto nuove misure che consentono alle autorità di elencare i media stranieri come "agenti stranieri", confrontandolo con il Requisito di registrazione degli agenti stranieri degli Stati Uniti che costringe Russia Today a registrarsi come agente straniero russo negli Stati Uniti. permette a Mosca di costringere i media stranieri a marchiare le proprie notizie fornite ai russi come il lavoro di "agenti stranieri".

### Uso selettivo di regolamenti e investigazioni criminali
Come affermato dall'IPI, il governo russo utilizza regolamenti selettivamente politicizzati e molestie burocratiche per inibire i media. I principali strumenti legali usati qui sono le leggi anti-estremismo (descritte sopra) e la legge sugli agenti stranieri.
Nel 2008, Amnesty International ha criticato la corsa alle elezioni parlamentari e presidenziali come "un giro di vite sulle libertà di assemblea ed espressione", affermando che "le autorità hanno disperso violentemente alcune manifestazioni dell'opposizione, mentre gli eventi filogovernativi sono andati avanti senza interferenze".
Nel 2015, la PolitPress ha avviato un database di varie forme di repressione applicate ai giornalisti e agli attivisti in Russia, contando complessivamente 302 persone soggette a varie forme di repressione, tra cui 17 giornalisti. Memorial ha pubblicato un elenco di prigionieri politici in Russia, che comprende anche giornalisti.

## Accesso all'informazione e dati aperti
La legge russa sull'accesso alle informazioni sulle attività degli organismi statali e degli organi dell'autonomia locale è stata promulgata dalla Camera bassa del parlamento (Duma di stato) il 21 gennaio 2009. La legge garantisce in modo positivo i diritti dei cittadini russi di richiedere e ricevere informazioni, delinea una procedura per tali richieste e determina la responsabilità del governo nel fornire tali informazioni. Tale adozione è stata accolta dal Comitato per i diritti umani delle Nazioni Unite nel 2009.
Tuttavia, anche se il diritto all'informazione è garantito giuridicamente anche in Russia dal primo articolo della legge russa sui mass media (27 dicembre 1991) e dall'articolo 29 della Costituzione del 1993, il regno dell'informazione è caratterizzato dalla segretezza piuttosto che dall'apertura. La legge sui mass media assegna un diritto diretto a ricevere informazioni solo sui mass media, mentre i cittadini russi hanno il diritto di ricevere informazioni affidabili sulle attività statali e sui rappresentanti attraverso i mass media (articolo 38.1). I funzionari statali, a loro volta, sono obbligati a informare i media sulle loro attività: su richiesta, ma anche attivamente.
Secondo il Global Right to Information Rating (GRIR), il quadro giuridico russo (compresa la giurisprudenza) non riconosce un diritto fondamentale di accesso alle informazioni. Il GRIR ha assegnato il punteggio 1 alla Russia, dove 6 è il punteggio massimo possibile per quanto riguarda il diritto di accesso alle informazioni. Tuttavia, se considerato insieme all'ambito e alle procedure di richiesta previste dal Freedom of Information Act (FOIA) russo, il GRIR ha assegnato alla Russia un punteggio totale di 98, rispetto al punteggio massimo di 150. Il codice penale (articolo 144) stabilisce pene elevate per il rifiuto illecito di informazioni e per ostacolare l'attività professionale dei giornalisti. Il diritto di accedere alle informazioni pubbliche è particolarmente compromesso dall'eccezione legale valida per rifiutare la divulgazione delle informazioni, vale a dire che la categoria delle "informazioni riservate" (segreti commerciali, statali o militari) è aperta a interpretazioni ampie. La legge "sui segreti di stato" è stata adottata il 21 luglio 1993 (modificata nell'ottobre 1997). Oltre a un elenco di categorie di informazioni che potrebbero essere classificate come segreti di stato, il Presidente della Russia può elaborare e approvare tale elenco attraverso la pubblicazione di un decreto pubblico.
Svetlana Mironyuk ha commentato a Vasily Gatov che i media russi dall'inizio degli anni 2000 sono divisi in tre gruppi: estranei, i nostri ragazzi e in-traers.
- "Outsiders". Vedomosti, Kommersant, Forbes, Novaya Gazeta, Lenta.ru (fino a marzo 2014), Dozhd, The Moscow Times e altri. Questi hanno un approccio mediatico più occidentale per coprire gli eventi. Queste fonti di informazione sono al di fuori della posizione ufficiale del Cremlino.
- "I nostri ragazzi." Komsomolskaya Pravda, Russia-24, VGTRK e la famiglia dei media Aram Gabrelyanov - Zhizn, Lifenews.ru e Izvestia. Questo gruppo può accedere a interviste esclusive dei funzionari del Cremlino, ma il Cremlino si aspetta alcuni "servizi" in cambio. Per mantenere in linea questo gruppo, spetta a diverse figure centrali come Alexei Gromov e Michail Lesin, che hanno iniziato il compito, e in seguito sono stati raggiunti da Vladislav Surkov, e poi dal suo sostituto Vyacheslav Volodin. Per sostituire i gestori del Cremlino, gli speciali telefoni gialli, che sono "hotline dei media" del Cremlino, sono stati installati sui banchi dei redattori "Our guys" dalla metà degli anni 2000.
- "In-betweeners." Ekho Moskvy e Interfax potrebbero non avere sempre accesso alle autorità del Cremlino, ma occasionalmente possono avere una storia.

Nel 2015, l'FSB (Servizio federale di sicurezza della Federazione russa), la principale agenzia di sicurezza della Russia, ha proposto un nuovo regolamento che limiterà l'accesso ai registri di proprietà pubblica, che in precedenza erano frequentemente utilizzati dagli informatori per esporre milioni di dollari in appartenenti a funzionari pubblici che non potevano permetterseli dal salario ufficiale. Il regolamento è stato proposto poco dopo che i media hanno esposto un palazzo non dichiarato appartenente al vice-direttore della FSB Sergey Smirnov usando i registri pubblici. Nello stesso anno, un gruppo di deputati propose una nuova legge che avrebbe penalizzato le dichiarazioni "anti-russo" o "anti-patriottico". La legge è stata criticata come incostituzionale e vaga a causa della mancanza di definizione di cosa significherebbero realmente questi termini.
Un altro regolamento emanato nel 2015 si basa sul concetto di diritto europeo all'oblio, ma senza nessuna delle garanzie per l'interesse pubblico e la libertà di parola. Secondo alcuni esperti, lo scopo del regolamento è di mettere a tacere le pubblicazioni su specifici politici corrotti, anche se le accuse erano vere e confermate in tribunale. Anche i registri pubblici furono resi anonimi per nascondere i nomi dei proprietari dopo essere stati frequentemente usati dai cani da guardia per mettere in discussione la ricchezza inspiegabile di ufficiali pubblici.
Nel 2015, l'associazione no profit RosOtvet, ha lanciato un servizio online per facilitare le richieste di informazioni alle autorità.

### Dati aperti e divulgazione proattiva
Oltre all'obbligo di divulgare informazioni pubbliche su richiesta, le autorità pubbliche in Russia hanno l'obbligo di pubblicare informazioni (vale a dire divulgazione proattiva). Tale informazione consiste in:
- Nomi completi e brevi dell'ente governativo, indirizzo postale, e-mail per richieste / messaggi dei cittadini, numeri di telefono di riferimento - informazioni generalmente pubblicate e aggiornate su poteri e competenze; Informazioni sui dirigenti (nomi completi, altre informazioni - previo accordo); Simboli ufficiali; Moduli approvati (modelli) per applicazioni e altri documenti accettabili per la revisione da parte dell'ente governativo; Informazioni sui servizi forniti dall'ente governativo in materia di lavori di concessione di licenze eseguiti all'estero e utilizzo di informazioni contenenti segreti di stato; Procedura per entrare nel servizio statale nell'ente governativo; Procedura per la presentazione e la revisione delle domande di individui e organizzazioni Procedura, indirizzo e calendario per la ricezione di individui e organizzazioni; Nome del dipartimento di struttura dell'ente governativo incaricato della ricezione, dati di contatto (e-mail, telefoni di riferimento).

La divulgazione proattiva delle informazioni da parte degli enti pubblici è fornita da una serie di leggi, molte delle quali volte a contrastare la corruzione. Uno di questi è la Federazione Federale della Federazione Russa "Sul fornire accesso alle informazioni sulle attività degli enti statali e dei governi locali", adottata dalla Duma di Stato il 21 gennaio 2009.
La legislazione russa offre diversi modi per gli enti governativi di pubblicare i loro dati aperti: può essere fatto attraverso il portale federale Open Data (data.gov.ru),  dedicare una sezione sul sito web ufficiale di un ente governativo o su uno speciale portale di dati aperti, regionale o comunale.
Nel 2016, l'associazione Infometer ha verificato i dati aperti di 166 siti Web appartenenti alle amministrazioni delle più grandi città russe, quelli popolati oltre 100.000. Questo studio ha rivelato che la maggior parte delle amministrazioni delle città non pubblica i dati aperti:
- La maggior parte di coloro che pubblicano dati aperti lo fa con le proprie risorse, che non è sempre la soluzione migliore; poche amministrazioni comunali approvano gli atti normativi riguardanti i dati aperti; le pochissime amministrazioni cittadine collaborano con la comunità di sviluppatori di software open data.
- [162]

73 delle 166 città sotto indagine pubblicano dati aperti. Osservano i requisiti sulla pubblicazione di dati aperti per il 47,9%.
Infometer, da luglio a ottobre 2014, ha effettuato una verifica della conformità dei siti web dei tribunali di diversi tribunali con la legge federale "Sulla fornitura di accesso alle informazioni sulle attività dei tribunali nella Federazione russa" n. 262-FZ dal 22 dicembre 2008. Gli esperti si sono concentrati sull'apertura delle informazioni sulle attività dei tribunali della giurisdizione generale russa, concentrandosi sulla pubblicazione online di modelli per i documenti utilizzati per la presentazione delle domande ai tribunali. I risultati hanno mostrato che, per quanto riguarda la Corte Suprema della Russia, le informazioni sono disponibili al 24,1%. Riferendosi alla Corte regionale, su 85 esaminati il loro livello di apertura sembra essere del 42,4%. Infine, per quanto riguarda i tribunali di primo grado, la loro apertura era del 31%.
Per quanto riguarda i dati aperti, nel 2015 l'associazione Infometer ha calcolato che 69 regioni russe pubblicano dati aperti e il 36,6% nelle regioni medie osserva i requisiti per la pubblicazione di dati aperti. La maggior parte di questi dati aperti sono pubblicati nel campo governativo.